# Envy (Suiza)
Envy es un pueblo  y antiguo municipio en el distrito de Orbe en el cantón de Vaud, Suiza.
Fue por primera vez registrado en el año 1216 como Envi.
El municipio tenía 58 habitantes en 1764, el cual aumentó a 61 en 1798 y a 90 en 1850. Entonces decreció a 88 en 1900 y a 45 en 1960.
En 1970 el municipio se fusionó con el municipio vecino Romainmôtier para formar un municipio nuevo y más grande Romainmôtier-Envy.
- Datos: Q5381424